# Diana Abgar
Diana Abgar (in armeno Դիանա Աբգար?; Rangoon, 12 ottobre 1859 – Yokohama, 8 luglio 1937) è stata una scrittrice e filantropa armena della diaspora, nominata nel 1920 console onoraria della Repubblica di Armenia in Giappone.
È stata la prima donna diplomatica armena e una delle prime donne in assoluto ad essere stata investita di un incarico di tipo diplomatico nel XX secolo.

## Biografia
Diana Agabeg (Agabegian), il cui nome di battesimo era Gayane, nacque a Rangoon (oggi Yangon, in Myanmar) il 12 ottobre 1859. Suo padre era un indo-armeno che emigrò nel Sud Est Asiatico dalla Persia. Sua madre Avet apparteneva alla famiglia Tateos Avetum nel distretto di Shiraz in Iran. Diana era la più piccola di sette figli in famiglia. Diana crebbe a Calcutta e ricevette la sua educazione in un convento, diventando fluente in inglese, armeno e hindi. Sposò Apcar Michael Apcar, un discendente della famiglia Apcar di Nuova Julfa, la stessa area di cui la famiglia materna di Diana era originaria. Gli Abgar divennero degli ottimi commercianti in tutto il sud-est asiatico. Ebbero particolare successo nel commercio di perle di gommalacca. Nel 1891, Diana e suo marito si trasferirono in Giappone per espandere i loro affari di famiglia. Ebbero 5 figli, di cui solo 3 sopravvissero. All'età di 67 anni, la Abgar ebbe numerosi problemi fisici, come la perdita della vista, la perdita dell'udito e l'artrite. Questi problemi di salute la portarono alla morte la mattina dell'8 luglio 1937 a Yokohama. Fu sepolta nel cimitero per stranieri accanto a suo marito ed è attualmente curata dalla Società dell'Amicizia Armena-Giapponese con sede a Tokyo.

## Consolato onorario
Quando la Repubblica di Armenia ottenne l'indipendenza il 28 maggio 1918, l'Armenia non fu riconosciuta da nessuno stato internazionale. Eppure nel 1920, attraverso gli sforzi della Abgar, il Giappone divenne una delle prime nazioni a riconoscere l'indipendenza della nuova repubblica. Per rispetto dei suoi sforzi, Hamo Ohanjanyan, che era allora il ministro degli Esteri della Repubblica, la nominò console onorario in Giappone. Ciò rese Diana Abgar la prima donna agente consolare armena e una delle prime ad essere investita di un incarico di tipo diplomatico nel Novecento. Tuttavia il suo incarico decadde quasi immediatamente, con la caduta della repubblica nello stesso 1920. 
(Diana Agabeg Apcar, Peace and No Peace,
Yokohama, ”Japan Gazette” Press, 1912, p. 7)

## Opere
Dopo che suo figlio rilevò l'attività di famiglia in Giappone, la Abgar ebbe più tempo per concentrarsi sulla sua carriera umanitaria, letteraria e diplomatica. Iniziò a lavorare con numerose riviste e giornali come The Japan Advertiser,  Far East, The Japan Gazette e Armenia (in seguito chiamata Nuova Armenia). Concentrò gran parte della sua letteratura sugli oppressi e le loro circostanze. Ha scritto sulla situazione armena nell'impero ottomano al fine di aumentare la consapevolezza globale. Nel 1920 aveva già scritto oltre nove libri relativi al genocidio armeno. Ha anche scritto molti articoli sulle relazioni internazionali e l'impatto dell'imperialismo sugli affari mondiali e sulla pace globale. Queste opere includono:
- Il Grande Male. Yokohama, Japan: “Japan Gazette” Press, 1914, 114 pp.
- Pace e Non Pace. Yokohama, Japan: “Japan Gazette” Press, 1912, 101 pp.
- Il problema della Pace. Yokohama, Japan: “Japan Gazette” Press, 1912, 131 pp.
- Sulla Croce dell'Imperialismo Europeo: Armenia Crocifissa. Yokohama, Japan: 1918, 116 pp.
- Nel Suo Nome..., Yokohama, Japan: “Japan Gazette,” 1911. 52 pp.
- Armenia tradita. Yokohama, Japan:  “Japan Gazette” Press, 1910, 77 pp.
- La verità sul genocidio degli armeni. Yokohama, Japan: “Japan Gazette,” 1910, 26 pp.
- Storie della guerra. Kobe, Japan: The Kaneko Printing Works, 1905, 47 pp.
- Susan. Yokohama, Japan: Kelly and Walsh, edizione limitata, 1892, 109 pp.